# Freemanbreen
De Freemanbreen is een gletsjer op het eiland Barentszeiland, dat deel uitmaakt van de Noorse eilandengroep Spitsbergen.
De gletsjer is vernoemd naar de leider van de Muscovy Company, Alderman Ralph Freeman die in 1619 Spitsbergen bezocht.

## Geografie
De gletsjer is noordwest-zuidoost georiënteerd en heeft een lengte van ongeveer 20 kilometer. Hij komt vanaf de Barentsjøkulen, buigt vanuit het noordwesten naar het zuiden af en mondt in het zuiden uit in de zeestraat Freemansundet.
Ten westen van de gletsjer ligt de ijskoepel Peer Gyntslottet en ten noordoosten ligt gletsjer Hübnerbreen.